# .name
El domini .name (.nom) és un domini de primer nivell genèric d'Internet que forma part del sistema de dominis d'Internet. Fou creat durant l'any 2001 per l'ICANN, juntament amb els dominis .info, .biz, .museum, .aero, sent aquest domini d'Internet exclusivament dedicat a persones, a diferència de la resta no és un domini per a empreses ni organitzacions.
El domini .name, a diferència de la resta de dominis, està exclusivament dedicat a usuaris particulars i el seu objectiu és oferir a l'usuari particular una direcció d'email amb el seu nom, cognom o renom.
L'assignació de dominis .name segueix un procediment diferent de la resta de dominis d'Internet, evitant l'escassetat de dominis, i permetent que l'adreça de correu electrònic nom@cognom.name estigui disponible a diferència de la resta de dominis d'Internet.
Al Perú, el domini .name ha sigut adaptat pel NIC.pe amb la forma de .nom.